# Cheng Yen
Cheng Yen (kinesiska med traditionella tecken: 證嚴, pinyin: Zhèng Yán), född 14 maj 1937, är en taiwanesisk buddhistisk nunna, filantrop och grundare av välgörenhetsorganisationen Tzu Chi. Hon har kallats för Asiens Moder Teresa.

## Bakgrund och barndom
Cheng Yen är född år 1937 i Taichū (idag Taichung) på Taiwan som då var en del av Japanska imperiet. Chengs egen familj hörde till medelklassen, men hennes farbrors familj hade inga barn, så Cheng växte upp i deras familj efter en närståendeadoption vilket var relativt typiskt i dåvarande Taiwan..
Hennes ursprungliga namn är Chin-Yun Wong. Ända sedan barndomen har hon saknat intresse för att grunda en familj eller gifta sig.

### Som nunna
Enligt vad hon själv har berättat blev Cheng påverkad av bombningarna, som åstadkom kaos och lidande för sina människorna under andra världskriget. Också hans fars död var en skadande erfarenhet. Som 23-årig fick hon en religiös uppenbarelse och bestämde sig för att bli nunna. Chengs mamma förbjöd detta men Cheng flydde hemifrån och sade att hon inte skulle komma tillbaka förrän hon har hittat ett sätt att praktisera sin religion på ett sätt som kändes rätt. Enligt Cheng var buddhistiska ritualer för krångliga, och de störde människor som försöker förstå Buddhas kärlek och medlidande.
År 1963 reste Cheng till Taipei för att avlägga klosterlöfte. Under sin resa träffade hon munken Yin-Shun som blev imponerad av hennes motiv och hennes strävan att utöva välgörenhet. Yin-Shun tog Cheng som sin elev, tog emot hennes klosterlöfte och gav henne namnet Cheng Yen.. Efter en månad återvände Cheng hem och efter ett år hade hon redan fem egna elever. Tillsammans odlade de grönsaker, vävde ylletröjor och tillverkade skor för barn för att få inkomst och att kunna idka välgörenhet..

## Arbete vid Tzu Chi

### Organisationens grundande
I slutet av 1960-talet hade Cheng diskussioner med katolska nunnor som frågade henne varför inte finns buddhistiska sjukhus eller barnhem om buddhismen understryker medlidande och välgörenhet så mycket. Där fick Cheng gnistan att börja grunda en välgörenhetsorganisation som heter Tzu Chi (ungefär "medlidandes bidrag"). Organisationen började sin verksamhet år 1966. År 1972 öppnade Tzu Chi sitt första hälsovårdscentrum och i slutet av 1970-talet började organisationen planera ett sjukhus för 600 potentiella patienter. I början fokuserades verksamheten till den underutvecklade östkusten av Taiwan..
Tzu Chi blev en av världens snabbast växande medborgarorganisationer. I dagens läge finns det mer än 500 anstalter runtom världen.

### Sedan 1990-talet
Sedan 1990-talet har Tzu Chi utnyttjat internet för att koordinera sin verksamhet.
År 1998 startade Tzu Chi sin egen tv-kanal, Da Ai (på kinesiska 大愛, "stor kärlek"). 95 % av kanalens innehåll är självproducerat och följer Tzu Chis undervisning: programmet innehåller t.ex. inga avbildningar av våld. År 2012 började kanalen HD-sändningar.
Tzu Chis frivilliga jobbar också utomlands, speciellt i katastrofområden. Efter jordbävningen i Indiska oceanen 2004 anlände Tzu Chis frivilliga till Sri Lanka efter endast tre dagar och hjälpte till att bygga 600 nya hem, ett sjukhus och en skola. Som förebild fungerade den tusenarmade bodhisattvan Avalokiteśvara.
Enligt Cheng kan vem som helst förstå Buddhas lära, men problemet är att tillämpa det i praktiken. Därför ville hon grunda Tzu Chi.
Cheng vaknar tidigt. Hon föreläser för 25 minuter på morgonen och 12 minuter på kvällarna. Under dagen tar hon emot gäster och besöker Tzu Chis anstalter runtom Taiwan. På grund av sina hjärtproblem reser hon inte utanför Taiwan.

## Utmärkelser
Cheng är hedersdoktor i flera universitet såsom Hongkongs universitet (Hongkong, 2001), Nationella Chung Cheng universitet (Taiwan, 2019) och Naresuan-universitet (Thailand, 2015).